# Dillon Powers
Dillon Powers (Plano, 14 febbraio 1991) è un calciatore statunitense, centrocampista dell'Orange County.
È cittadino italiano.

## Palmarès

### Competizioni nazionali
- USL Championship: 1

Orange County: 2021